# Cirrospilus consobrinus
Cirrospilus consobrinus är en stekelart som först beskrevs av Girault 1913.  Cirrospilus consobrinus ingår i släktet Cirrospilus och familjen finglanssteklar. Inga underarter finns listade i Catalogue of Life.